# Conrad de Thuringe
Conrad de Thuringe (né en 1206, mort le 24 juillet 1240) fut le cinquième grand maître de l'Ordre teutonique (1239 - 1240).

## Biographie
Conrad est le plus jeune fils d'Hermann Ier de Thuringe et de Sophie, fille d'Otton Ier, duc de Souabe et de Bavière. Son frère aîné Louis IV de Thuringe est marié à Élisabeth de Hongrie. Quand Louis meurt en 1227, au cours de la sixième croisade, son frère Henri Raspe IV, dit en français le Raspon, devint régent de Hermann II, fils mineur de Louis. Conrad prend le titre de comte de Gudensberg en Hesse et aide son frère à gouverner.
À la mort d'Élisabeth de Hongrie en 1231, Henri hérite de Thuringe pour lui-même et avec Conrad, travaille à consolider son pouvoir. Conrad est souvent opposé à Siegfried III, archevêque de Mayence. Il fait également le siège de la ville de Fritzlar en 1232, mais doit renoncer.
Élisabeth fonde un hôpital de Marbourg avec l'intention de le léguer au grand bailliage de Brandebourg de l'ordre de Saint-Jean de Jérusalem, mais Conrad de Marbourg s'y oppose. Le pape Grégoire IX envoie une commission pour régler la question. Le 2 août 1232, celle-ci se prononce en faveur de Conrad de Marbourg. A l'été 1234, Conrad de Thuringe se rend à Rome et convainc la Curie de céder l'hôpital et l'église de Marbourg aux chevaliers teutoniques qui, l'année précédente, ont fondé une maison dans la même ville. 
En novembre, Conrad met de côté son titre temporel et entre dans l'ordre Teutonique. L'année suivante, il rejoint à Rome la commission qui représente sa belle-sœur dans le processus de canonisation et demeure à la cour du pape jusqu'à ce qu'elle soit sanctifiée.
À la mort de Hermann von Salza, Conrad devient le cinquième grand maître des Chevaliers Teutoniques. Au début de l'été 1240, lors d'un voyage à Rome, il tombe malade et meurt. Il est inhumé dans l'église Sainte-Élisabeth à Marbourg. Il est le premier noble d'un haut lignage à rejoindre l'ordre militaire.